# Cyllogenes janetae
Cyllogenes janetae är en fjärilsart som beskrevs av De Nicéville 1887. Cyllogenes janetae ingår i släktet Cyllogenes och familjen praktfjärilar. Inga underarter finns listade i Catalogue of Life.

## Bildgalleri

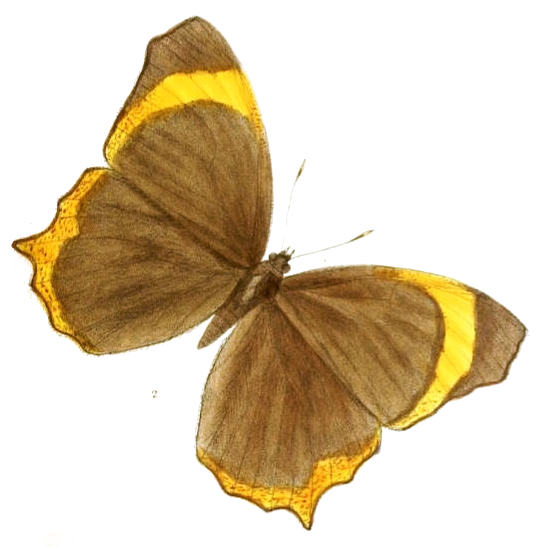
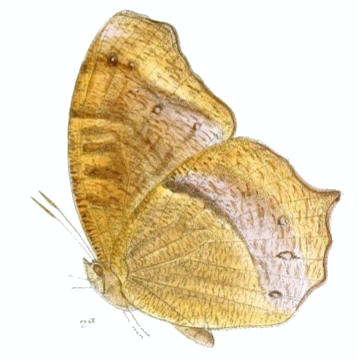